# Casco Viejo (stacja metra)
Casco Viejo – stacja metra w Bilbao, na linii 1 oraz linii 2. Obsługiwana przez Bizkaiko Garraio Partzuergoa. Znajduje się w dzielnicy Ibaiondo, w Bilbao.